# Iglesia de San Nicolás (Aarhus)
La Iglesia de San Nicolás (en danés: Sankt Nikolaj Kirke) es el nombre de un templo católico en Aarhus, Dinamarca. La iglesia está situada en el barrio conocido como "Indre By" en el extremo oeste del Rådhusparken y se completó en 1893 a partir del diseño de Emanuel Edvard Christie Fleischer y Hjalmar Kjær en el estilo neo-romano. La iglesia de San Nicolás es gestionada por la Iglesia Católica en Dinamarca y es adicionalmente el hogar de la congregación caldea local en Aarhus. La iglesia tiene 700 metros cuadrados y tiene capacidad para 300 personas.
La iglesia originalmente pertenecía a una congregación bajo la Iglesia Católica Apostólica, fundada en Escocia en 1832. La Iglesia Apostólica llegó a Dinamarca con Sir Georg Hewett en 1861, en 1879 se estableció la congregación en Aarhus y en 1893 la iglesia fue terminada. El primer servicio se llevó a cabo el 23 de abril de 1893.
En diciembre de 2010 el edificio fue adquirido por la Iglesia católica, que le cambió el nombre a la iglesia de San Nikolai y hoy en día la utilizan para la congregación caldea en Aarhus.